# Rodolfo Aguilar Delgado (Chiriquí)
Rodolfo Aguilar Delgado es un corregimiento del distrito de Barú en la provincia de Chiriquí, República de Panamá. La localidad tiene 15.544 habitantes (2010).
Su nombre proviene del dirigente sindical de las fincas bananeras del Barú, Rodolfo Aguilar Delgado, que fue torturado y asesinado en 1963.